# Bratři v triku (hudební skupina)
Hudební skupina Bratři v triku vznikla v roce 1999 a věnuje se tzv. akustickému rocku. V počátcích činnosti používala názvy One Way a Away. Současný název je inspirován stejnojmenným filmovým studiem, čímž kapela vyjadřuje obdiv českému animovanému a loutkovému filmu. Z téhož důvodu hrají tři mladí protagonisté vždy v pruhovaných tričkách. Kromě vlastní tvorby hrají též např. písně Boba Dylana, Neila Younga, Bena Harpera apod.
Skupina má podobné složení jako Rezavá klec. Členy kapely jsou Vojtěch Ettler (akustická kytara, foukací harmonika a zpěv), Šimon Kotek (bicí, perkuse, zpěv, flétna, klarinet), Lukáš Ettler (basa, od roku 2002), alternativním basistou je Petr Záklasník. Členové skupiny pocházejí z Brna, někteří se přestěhovali do Prahy.